# 丹堡镇
丹堡镇，是中华人民共和国甘肃省陇南市文县下辖的一个乡镇级行政单位。
2016年，甘肃省民政厅批复同意撤销丹堡乡，设立丹堡镇。

## 行政区划
丹堡镇下辖以下地区：
丰元坡村、纸坊村、丹堡村、杨杜沟村、郭尹坝村、吕家坪村、梁家坪村、岔沟村、蒲池村、前山村、古坪沟村、上丹村、张家坪村、天头坪村和古道坪村。